# Сороко Юрій
Сороко Юрій (1912, м.Радивилів, Рівненська область — 29 червня 1968, Врентвут) — український громадський діяч, лікар.
Голова Української студентської громади в Парижі (у 1930-ті), генеральний секретар  Українського народного союзу у Франції.
З 1950 року — в США. Керував неврологічним відділом лікарні у м. Нью-Йорку.